# Златиборка Попов Момчиновић
Златиборка Попов Момчиновић је ванредни професор на Филозофском факулету Универзитета у Источном Сарајеву. Професорка Попов Момчиновић рођена је 13. октобра 1975. године у Вршцу. Докторирала је на Факултету политичких наука у Београду. Област њеног интересовања је историја политичких идеја.

## Биографија
Основне студије социологије завршила је на Филозофском факултету Универзитета у Новом Саду 2004. године. Након тога завршава постдипломске студије социологије на Универзитету у Источном Сарајеву 2008. године. На Факултету политичких наука Универзитета у Београду брани докторску дисертацију "Женски покрет у постдејтонској БиХ: домети, иницијативе, контроверзе" под менторством проф. др Вукашина Павловића. Од 2004. године стално је запослена на Филозофском факултету Универзитета у Источном Сарајеву. У 2014. години изабрана је у звање доцента за ужу научну област Политичка теорија - историја политичких идеја на Универзитету у Источном Сарајеву. У 2018. години изабрана је у звање ванредног професора за ужу научну област Политичка теорија - историја политичких идеја .
Области њеног  интересовања су политичке идеје, феминистички покрет, људска права и сл.

## Радови
Објавила је три монографије. Прву монографију је објавила 2007. године у коауторству са проф. др Драгољубом Крнетом под називом "Религијска толеранција у Босни и Херцеговини".  Другу монографију "Женски покрет у Босни и Херцеговини: Артикулација једне контракултуре", објавила је самостално 2013. године. У овој монографију се бавила правима жена и њиховим активизмом. Трећу монографију под називом "Жене и процеси помирења у Босни и Херцеговини: Изазов родним улога, уста(нов)љеним наративима и перформативним праксама. С освртом на религију" објавила је 2018. године 
Осим тога објавила је више научних и стручних радова у научним часописима и зборницима радова.

## Стручно усавршавање
Златиборка Попов Момчиновић је боравила као гостујући истраживач и стипендиста фондације Конрад Аденауер на институту Хана Арент за истраживање тоталитаризма, Технички Универзитет Дрезден, Њемачка (Hannah-Arendt-Institut
für Totalitarismusforschung e. V. an der TU Dresden), у периоду 01.-30.11.2018.